# 1840 en architecture
| Années de l'architecture : 1837 - 1838 - 1839 - 1840 - 1841 - 1842 - 1843    |
| Décennies de l'architecture : 1810 - 1820 - 1830 - 1840 - 1850 - 1860 - 1870 |

Cet article présente les faits marquants de l'année 1840 en architecture.

## Réalisations
- Espagne : début de la seconde restauration de l'arc de Berà à Roda de Berà[1].
- France : première gare de Paris-Montparnasse à Paris, appelée alors « gare de l'Ouest - Rive gauche », est construite au bout de la rue de Rennes.
- Royaume-Uni : construction de la gare de Bristol Temple Meads dessinée par Isambard Kingdom Brunel.

## Événements
- 23 juillet : le consul de France Charles de Lagau choisit le terrain pour l'édification de la future chapelle Saint-Louis de Carthage[2].
- 25 août : la première pierre de la chapelle Saint-Louis de Carthage est posée par Charles de Lagau et l'amiral Rosamel[3].

## Récompenses
- Royal Gold Medal : x.
- Prix de Rome : Théodore Ballu.

## Naissances
- x

## Décès
- 4 mai : Carl Ludwig Engel (° 3 juillet 1778).